# La Mazière-aux-Bons-Hommes
La Mazière-aux-Bons-Hommes é uma comuna francesa na região administrativa da Nova Aquitânia, no departamento de Creuse. Estende-se por uma área de 10,24 km². Em 2010 a comuna tinha 66 habitantes (densidade: 6,4 hab./km²).